# Pyresthesis berlandi
Pyresthesis berlandi är en spindelart som beskrevs av Lodovico di Caporiacco 1947. Pyresthesis berlandi ingår i släktet Pyresthesis och familjen krabbspindlar.
Artens utbredningsområde är Guyana. Inga underarter finns listade i Catalogue of Life.